# Caaguazú (miasto)
Caaguazú – miasto w departamencie Caaguazú, w Paragwaju. Według danych na rok 2020 miasto liczyło 126091 mieszkańców, a gęstość zaludnienia wyniosła 135,7 os./km².

## Demografia
Ludność historyczna:
| Rok                         | 2000   | 2005   | 2010   | 2015   | 2020   |
| --------------------------- | ------ | ------ | ------ | ------ | ------ |
| Ludność                     | 103759 | 109387 | 114658 | 120160 | 126091 |
| Gęstość zaludnienia os./km² | 111,6  | 117,7  | 123,3  | 129,3  | 135,7  |

Ludność według grup wiekowych na rok 2020:
| Wiek                                | 0–9 lat | 10–19 lat | 20–29 lat | 30–39 lat | 40–49 lat | 50–59 lat | 60–69 lat | 70–79 lat | 80+ lat |
| ----------------------------------- | ------- | --------- | --------- | --------- | --------- | --------- | --------- | --------- | ------- |
| Liczba osób w danej grupie wiekowej | 26074   | 25084     | 23044     | 17884     | 11791     | 9928      | 7018      | 3598      | 1670    |

Struktura płci na rok 2020:
| Płeć                         | Mężczyźni | Kobiety |
| ---------------------------- | --------- | ------- |
| Liczba osób w danej płci     | 65133     | 60958   |
| Liczba osób w danej płci w % | 51,7      | 48,3    |

## Sport
Najpopularniejszym sportem w mieście jest piłka nożna, obecnie miasto jest reprezentowane w średniej lidze przez klub Deportivo Caaguazú.

## Kultura
We wrześniu 2014 roku w Asunción miał premierę pierwszy film fabularny (nakręcony w Caaguazú) zatytułowany „Latas Vacías ” w reżyserii Hériba Godoya.
W 2017 roku Hérib Godoy nakręcił kolejny film w Caaguazú zatytułowany "La Redención".

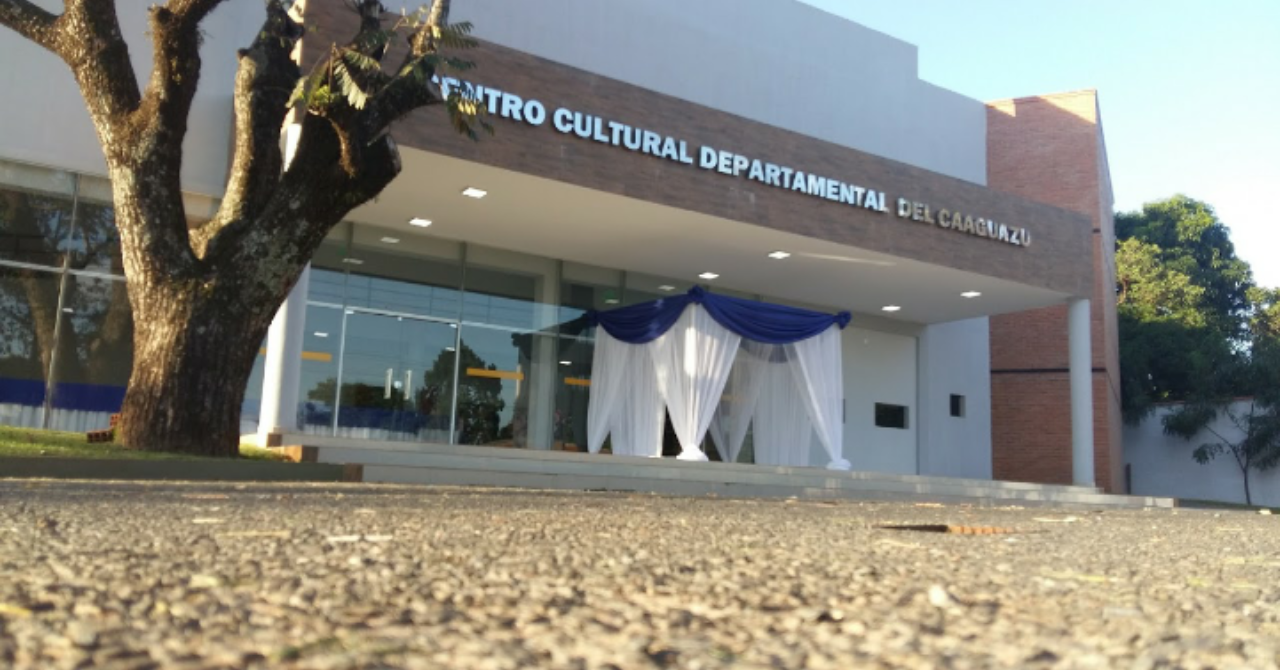
Centrum Kultury Caaguazu